# Leia (diptère)
Leja, Glaphyroptera, Neoglaphyroptera
Pour les articles homonymes, voir Leia (homonymie).
Genre
Synonymes
- Leja Meigen, 1818. et Leja Gimmerthal, 1832
- Glaphyroptera Winnertz 1863,
- Neoglaphyroptera Osten Sacken 1878
- voir paragraphe #Synonymes

Espèces de rang inférieur
- Leia fascipennis Meigen, 1818, espèce type
- voir paragraphe #Espèces

Leia est un genre d'insectes diptères nématocères de la famille des Mycetophilidae (littéralement « amis des champignons »).

## Classification
Le genre Leia est décrit en 1818 par l'entomologiste allemand Johann Wilhelm Meigen,.

### Synonymes
Selon Paleobiology Database en 2023, le nombre de synonymes est de trois :
- Leja Meigen, 1818. et Leja Gimmerthal, 1832
- Glaphyroptera Winnertz 1863,
- Neoglaphyroptera Osten Sacken 1878

Selon GBIF en 2023, le nombre de synonyme est de sept :
- Glaphyroptera Winnertz
- Leiomyia Edwards, 1913
- Leja Gimmerthal, 1832
- Leja Meigen, 1818
- Lejomya Rondani, 1856
- Lejosoma Rondani, 1856
- Neoglaphyroptera Osten Sacken

### Fossiles
Selon Paleobiology Database en 2023, dix collections de fossiles sont référencées :
- Oligocène : deux collections en France, et une en Allemagne ;
- Éocène : une collection en Pologne, deux en Russie, une au Royaume-Uni, une aux États-Unis au Colorado[2].

Ceci atteste la présence du genre Leia depuis le Chadronien de l'Éocène supérieur, soit il y a 37,2 Ma avant notre ère.

## Espèces fossiles
Selon Paleobiology Database en 2023, le nombre d'espèces fossiles est de quatorze :
- †Leia aberrans Statz, 1944
- †Leia crassipalpis Meunier, 1904
- †Leia crassiuscula Förster, 1891
- †Leia curvipetiolata Meunier, 1904
- †Leia exhumata Statz, 1944
- †Leia frequens Loew, 1850
- †Leia gracillima Förster, 1891
- †Leia gurnardensis Blagoderov, 2019
- †Leia longipalpis Meunier, 1904
- †Leia longipes Förster, 1891
- †Leia longipetiolata Meunier, 1904
- †Leia miocenica Cockerell, 1911
- †Leia platypus Loew, 1850
- †Leia vetusta Meunier, 1919

## Espèces
Il y a environ 175 espèces dans le genre Leia,,, :
Data sources: i = ITIS, c = Catalogue of Life, g = GBIF, b = Bugguide.net

## Galerie

Quelques espèces vivantes du genre Leia.
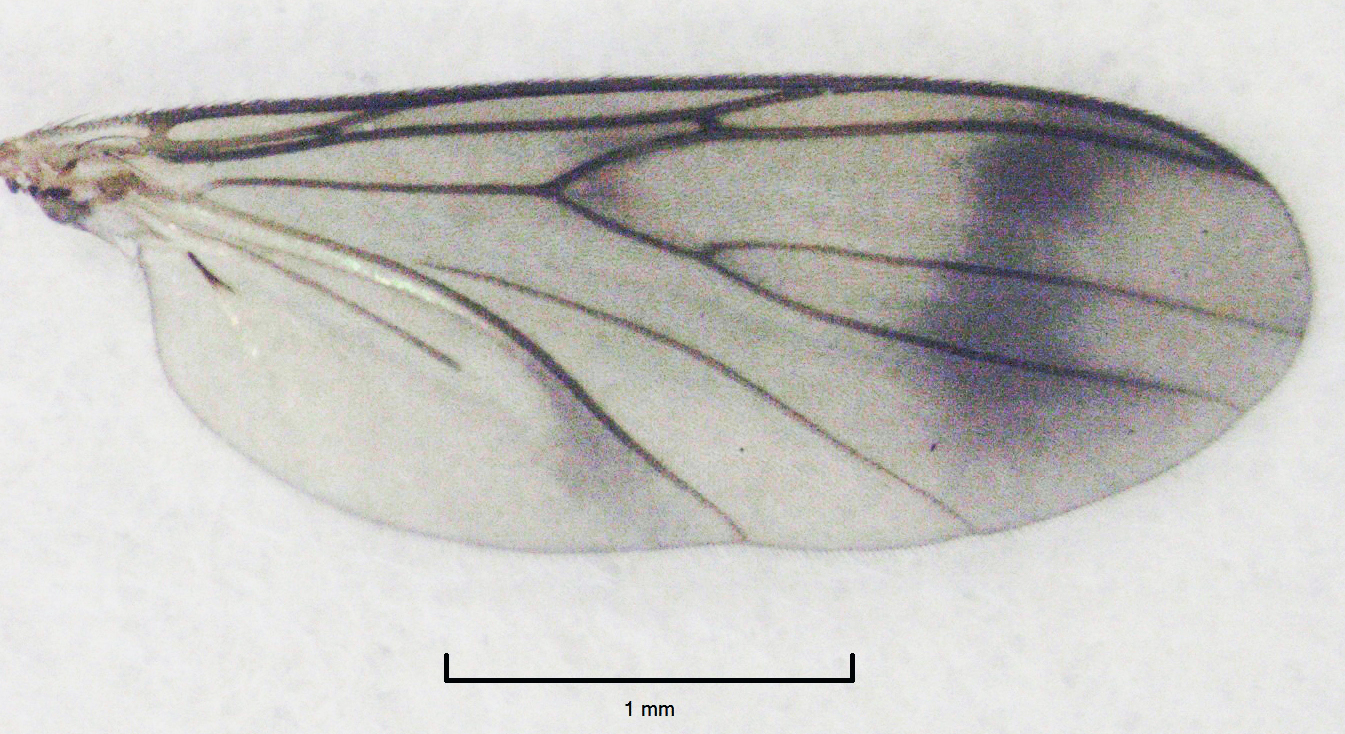
Aile de Leia arsona.
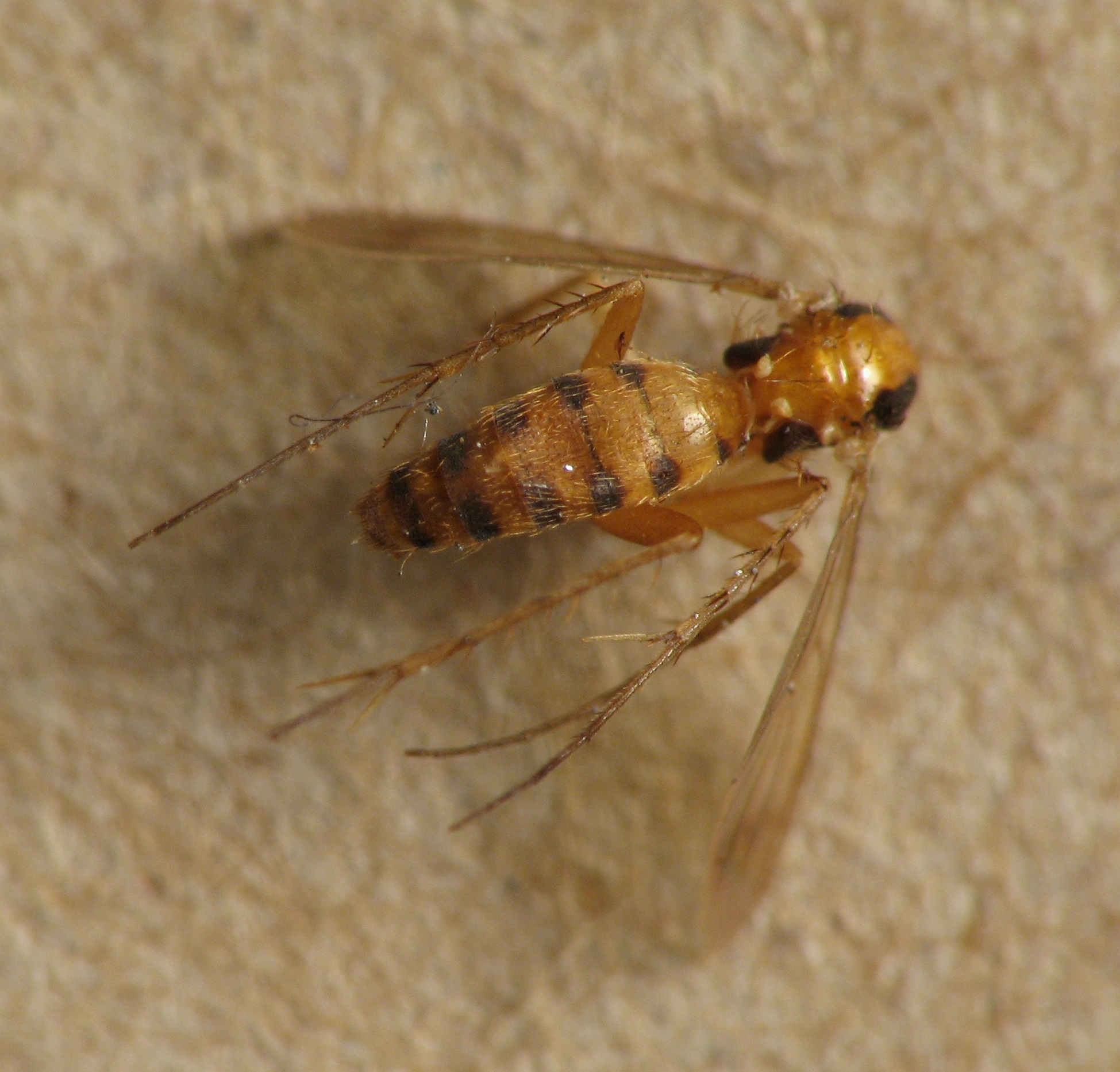
Leia bivittata, vue dorsale.
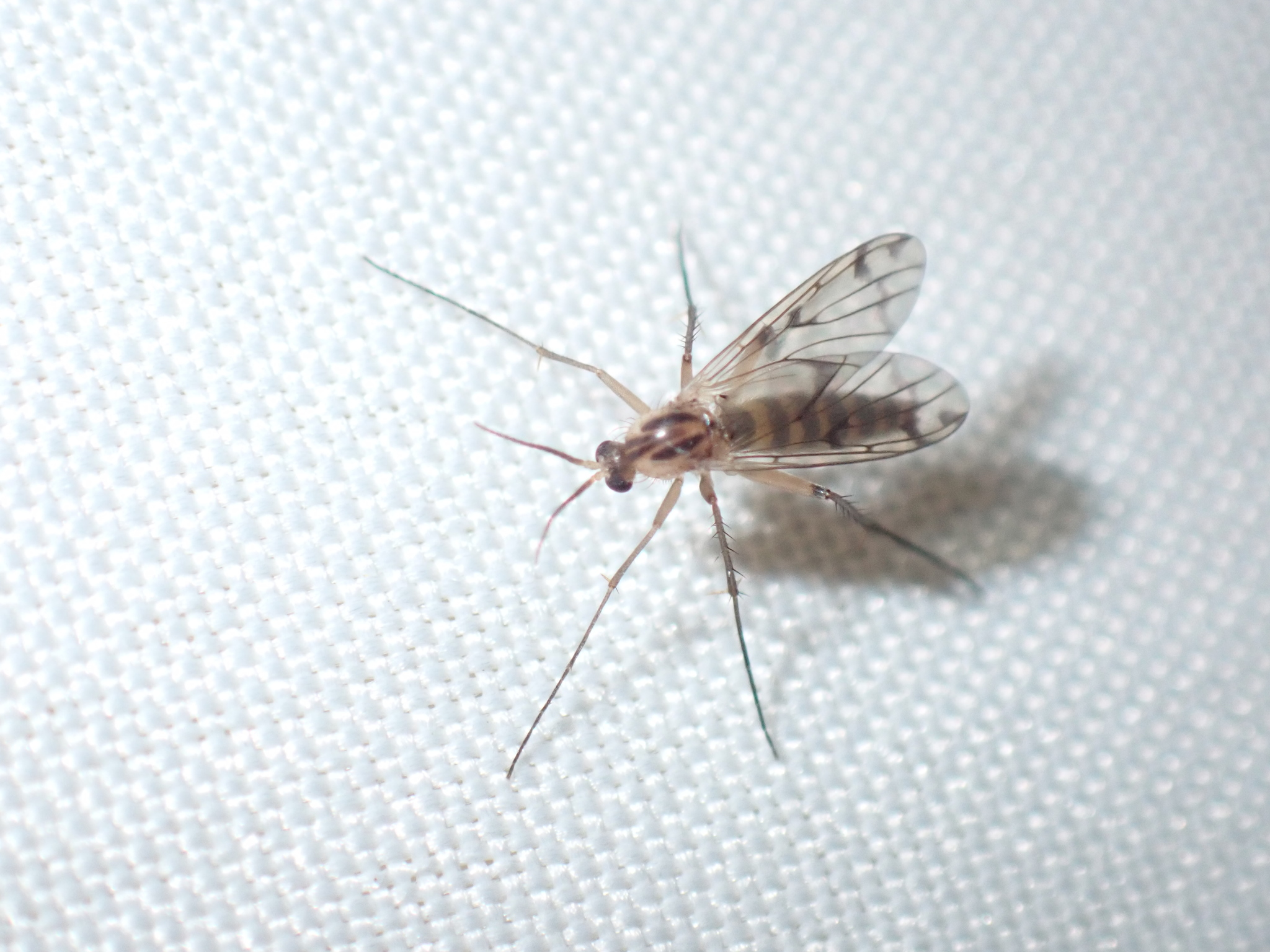
Leia winthemii.
- Leia sp mâle (vidéo 54 s).

### Publication originale
- [1818] (de) Johann Wilhelm Meigen, Systematische Beschreibung der Bekannten Europäischen Zweiflügeligen Insekten, Erster Theil, 1818, 1-332 p.